# Henning Ulrich von Lützow
Henning Ulrich von Lützow (født 7. september 1649 på Amtshuset i Lutter am Barenberg, død 8. oktober 1722) var en dansk stiftamtmand, gehejmeråd og hofmarskal, far til Christian Frederik og Charles Æmilius von Lützow.
Han var søn af Henning von Lützow til Hülseburg, Eickhoif og Backendorf i Mecklenburg og Clara Magdalene von der Asseburg. Efter at være opdraget i den ridderlige skole i Walkenried ved Nordhausen blev han 1663 page hos Frederik III, på hvis bekostning han 1669-70 rejste i udlandet og studerede i Leiden; ved kongens død blev han hjemkaldt og gjorde tjeneste som page til 1673, da han atter rejste i udlandet til 1675, i hvilket år han blev udnævnt til forskærer, hvorpå han 1679 blev kammerjunker.
5. maj 1681 blev Lützow gift med dronning Charlotte Amalies hofdame Eleonore Cathrine von Schagen (født 1650), datter af Otto von Schagen til Elsfleth i Oldenberg. Samme år blev han hofmarskal hos prins Frederik og udnævntes 1691 til stiftsbefalingsmand over Lolland-Falster samt amtmand i Nykøbing Amt, hvor han ejede Søholt, Ulriksdal og Sædingegård. 1692 døde Lützows hustru, hvorpå han 18. april 1693 atter giftede sig, med Anna Magdalene von Hardenberg (født 1672). Efter at han 1699 var blevet udnævnt til etatsråd og Hvid Ridder og 1706 til gehejmeråd, døde han 8. oktober 1722, hans hustru 1730 (begravet 25. december).